# Národný futbalový štadión
Das Národný futbalový štadión (NFŠ, deutsch „Nationales Fußballstadion“) ist ein Fußballstadion im nördlichen Stadtteil Nové Mesto der slowakischen Hauptstadt Bratislava. Das neue Nationalstadion wurde auf dem Grund des alten Štadión Tehelné pole (deutsch „Stadion Ziegelfeld“) errichtet, das bis 2009 die Heimstätte des Fußballclubs ŠK Slovan Bratislava sowie der slowakischen Fußballnationalmannschaft war. Sie sind auch die Hauptnutzer der neuen Arena. Die neue Fußballarena wurde vom Bauunternehmen Strabag SE errichtet. Von der Schließung bis zur Eröffnung der neuen Spielstätte trug Slovan seine Heimspiele im Štadión Pasienky, das Stadion des Stadtrivalen Inter Bratislava, aus. Es liegt wenige hundert Meter in nordöstlicher Richtung. Eine weitere Sportstätte in der Nähe ist die Eissporthalle Zimný štadión Ondreja Nepelu südlich des Neubaus.

## Geschichte
Das Tehelné pole wurde 1940 fertiggestellt, war Ende der 2000er Jahre veraltet und wurde geschlossen. Im Juli 2013 begann der Abriss des Stadions. An der Stelle sollte bis spätestens 2016 ein neues Fußballstadion der UEFA-Stadionkategorie 4 errichtet werden. Die Kapazität war auf 22.500 Zuschauer ausgelegt und die Kosten sollten sich auf 70 Millionen Euro belaufen. Finanziert wurde der Neubau zum einen vom Unternehmer und Mitbesitzer des ŠK Slovan Bratislava, Ivan Kmotrík, der u. a. Besitzer des Nachrichtensenders TA3 und des LED-Leuchtenherstellers OMS Lighting ist. Der slowakische Staat steuerte durch ein Förderungsprojekt 27,2 Millionen Euro zum neuen Nationalstadion bei.
Die Abbrucharbeiten konnten im Oktober 2013 zum Abschluss gebracht werden. Nach zähen Verhandlungen um den Erbpachtvertrag für das teilweise in einem Naturschutzgebiet liegende Grundstück, ruhten die Arbeiten rund ein Jahr. Am 8. Dezember 2014 wurde symbolisch der Bau am neuen Nationalstadion begonnen. Neben dem Stadion gehören ein Hotel, Wohnungen, Büroräume und ein Einkaufszentrum zum Umfang der Baumaßnahmen, um die Kosten des Baus aufzufangen. Nach den Verzögerungen wurde der angestrebte Übergabetermin für den Neubau auf den 31. Dezember 2017 festgelegt.
Nach weiteren Verzögerungen wurde Anfang September 2016 bekannt, das die Arbeiten am rund 50 Mio. Euro teuren Nationalstadion in den kommenden Wochen beginnen sollten. Für den Bau plante man eine Dauer von eineinhalb Jahren (76 Wochen) ein. Der Fertigstellungstermin wurde auf den Sommer 2018 kalkuliert.
Mitte 2018 waren die Bauarbeiten weit fortgeschritten. Die beiden doppelstöckigen Tribünenringe aus fertigen Betonteilen waren errichtet und die tragende Dachkonstruktion aus Stahl war weitestgehend verbaut. Eine Stadionecke neben der Haupttribüne wurde ausgespart. Dort wurde ein Turm gebaut, der als Hotel genutzt wird. Ein ähnliches Stadionkonzept mit einem Turm wurde bei der WEB Arena in Moskau umgesetzt. Mit der Fertigstellung wurde Ende 2018 gerechnet. Der Neubau sollte nach Schätzungen in der Endabrechnung 75,2 Mio. Euro kosten.
Das Stadion ist 188 Meter lang und 144 Meter breit. Die Höhe beträgt 24,5 Meter. Die an den drei Stadionseiten gewölbte Fassaden- und Dachkonstruktion lässt sich mit verschiedenen Farben beleuchten. Die Kunststoffsitze auf den Rängen sind in verschiedenen Blautönen gehalten. Des Weiteren wurde es mit modernster Technik ausgestattet. Im Stadion ist drahtloser Internetzugang verfügbar. An den Eingängen gibt es elektronische Drehkreuzanlagen. Mit der Videoüberwachungsanlage lässt sich der Innenraum des NFŠ kontrollieren. Für Fernsehübertragungen wurden Studios eingerichtet. Die Spielstätte verfügt über Logen, eine Lounge, einen Fanshop der Nationalmannschaft und eine Tiefgarage mit 996 Stellplätzen. Im Notfall lässt sich das vollbesetzte Stadion in fünf Minuten räumen.
Am 16. Januar 2019 fand ein Testspiel wie auch Testlauf mit begrenzter Besucherzahl statt. Slovan unterlag dem tschechischen Club SK Sigma Olomouc mit 2:3. Im Frühjahr konnte die Einweihung gefeiert werden. Zum Eröffnungsspiel im Nationalstadion traf Slovan Bratislava am 3. März im Derby (Tradičné derby) auf die Rivalen von Spartak Trnava. Slovan gewann vor ausverkauftem Haus die Premiere am 21. Spieltag der Fortuna liga mit 2:0. Beide Treffer erzielte der Stürmer Andraž Šporar.

## Galerie

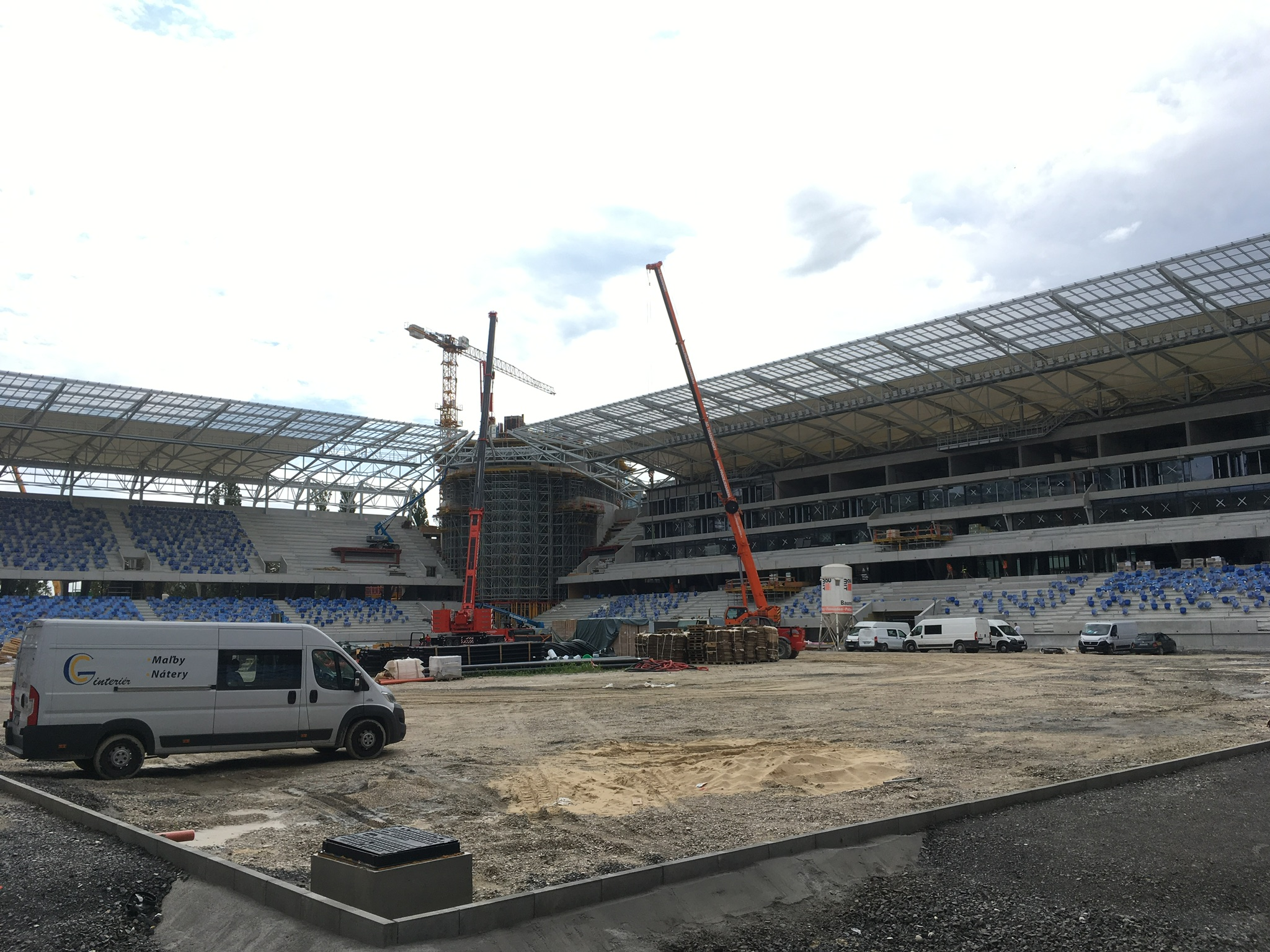
Das Stadion während den Bauarbeiten im Sommer 2018
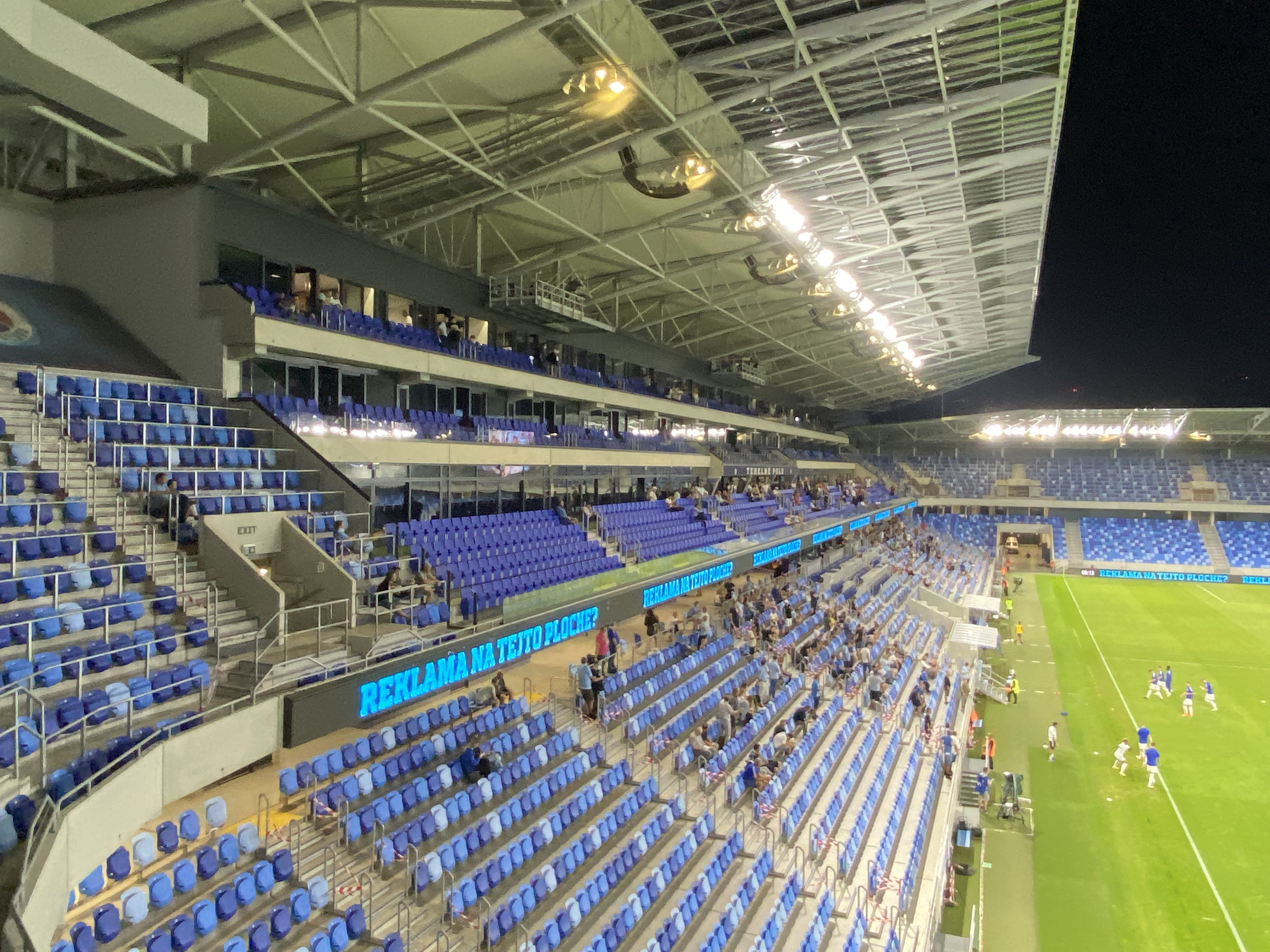
Das Tehelné Pole Stadion vor einem Qualifikationsspiel der UEFA Europa League 2021/22 zwischen Slovan Bratislava und dem Lincoln Red Imps FC
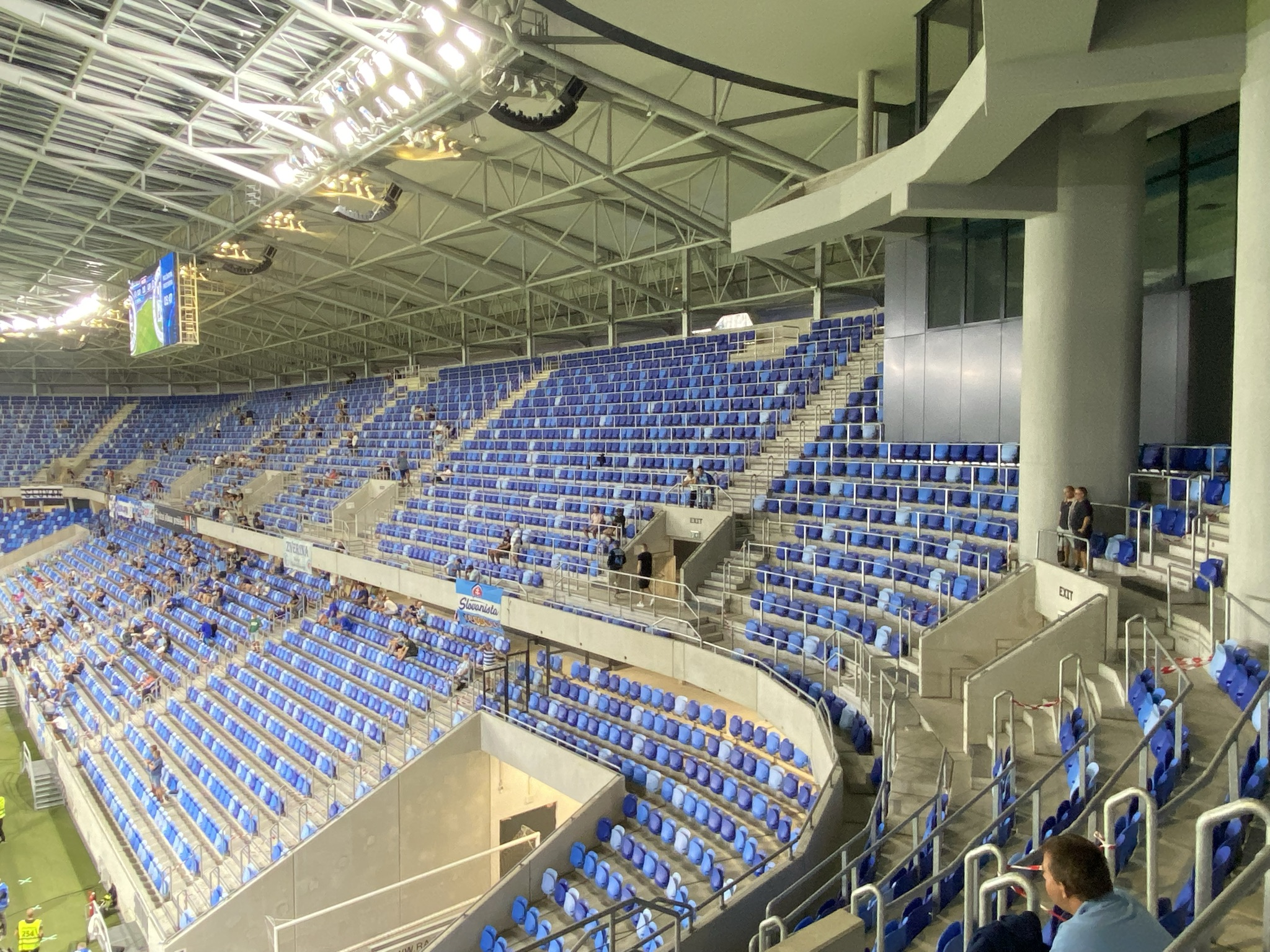
Eine Hintertortribüne vor einem Spiel gegen den Lincoln Red Imps FC (2021)